# Hermann Friedrich von Hohenzollern-Hechingen
Hermann Friedrich von Hohenzollern-Hechingen (* 11. Januar 1665 in Hechingen; † 23. Januar 1733 in Freiburg im Breisgau) war ein Graf von Hohenzollern-Hechingen und kaiserlicher Generalfeldmarschall.

## Leben
Hermann Friedrich war der zweite Sohn des Fürsten Philipp von Hohenzollern-Hechingen (1616–1671) aus dessen Ehe mit Marie Sidonie (1635–1686), Tochter des Markgrafen Hermann Fortunat von Baden-Rodemachern.
Er war zunächst Domherr in Straßburg und Köln, verließ aber die Kanonikate und trat als Hauptmann in österreichische Militärdienste, wo er sich in den Kriegen gegen die Türken auszeichnete. Er avancierte am 19. Mai 1704 zum Generalfeldwachtmeister, am 2. April 1708 zum Feldmarschallleutnant, am 10. Mai 1716 zum Feldzeugmeister und schließlich am 14. Oktober 1723 zum Feldmarschall.
Später war er Gouverneur von Freiburg im Breisgau und residierte vornehmlich in Arberg.

## Ehen und Nachkommen
Hermann Friedrich war zweimal verheiratet. Seine erste Ehe schloss er am 8. September 1704 mit Prinzessin Eleonore Magdalene von Brandenburg-Bayreuth (1673–1711), Tochter des Markgrafen Christian Ernst von Brandenburg-Bayreuth, mit der er eine Tochter hatte:
- Eleonore Elisabeth Auguste (1705–1762), Stiftsdame in Hall in Tirol

Seine zweite Ehefrau wurde am 27. Mai 1714 in Oettingen Josepha (1694–1738), Tochter des Grafen Franz Albrecht von Oettingen zu Spielberg. Aus dieser Ehe hatte er folgende Kinder:
- Maria Christina (1715–1749)

⚭ 1733 Graf Johann Joseph Anton von Thun und Hohenstein (1711–1788)
- Sophie (*/† 1716)
- Josef Friedrich Wilhelm (1717–1798), Fürst von Hohenzollern-Hechingen

⚭ 1. 1750 Maria Theresia Folch de Cardona y Silva (1732–1750)
⚭ 2. 1751 Gräfin Maria Theresia von Waldburg zu Zeil und Wurzach (1732–1802)
- Hermann Friedrich (1719–1724)
- Franz Xaver (1720–1765)

⚭ 1748 Gräfin Anna von Hoensbroech (1729–1798)
- Maria Anna (1722–1806), Nonne in Buchau
- Amadeus (1724–1753), Domherr in Köln
- Friedrich Anton (1726–1812)

⚭ 1774 Gräfin Ernestine Josepha von Sobeck und Kornitz (1753–1825)
- Maria Franziska Josepha (1728–1801)

⚭ 1747 Fürst Franz Wenzel von Clary und Aldringen (1706–1788)
- Maria Sidonia Theresia (1729–1815)

⚭ 1749 Fürst Franz Ulrich Kinsky von Wchinitz und Tettau (1726–1792)
- Meinrad Joseph (1730–1823), Domherr in Konstanz
- Johann Nepomuck Karl (1732–1803), Fürstbischof von Ermland